# Neonerita perversa
Neonerita perversa är en fjärilsart som beskrevs av Rothschild 1909. Neonerita perversa ingår i släktet Neonerita och familjen björnspinnare. Inga underarter finns listade i Catalogue of Life.